# Sarah Foret
Sarah Foret (ur. 3 grudnia 1984 w Baton Rouge) – amerykańska aktorka występująca w serialu Piękni.

## Filmografia
- 2012: Down and Dangerous jako Emma (jeden odcinek)
- 2011: Marcy jako Sarah (jeden odcinek)
- 2011: Zabójcze umysły jako Renee Matland (jeden odcinek)
- 2011: Udręki młodego Bergera jako Katie (jeden odcinek)
- 2010: The Dead Sleep jako Melanie Wells
- 2009: Mentalista jako Sydney Hanson (jeden odcinek)
- 2009: Lost Dream jako Molly
- 2008: American Crude jako Tammy
- 2007: Pod osłoną nocy (Moonlight) jako Audrey (jeden odcinek)
- 2006: Rytm życia (Pope Dreams) jako Hannah
- 2005–2006: Piękni (Beautiful people) jako Sophie Kerr (16 odcinków)
- 2006: Karla jako Kaitlyn Ross
- 2005: Clubhouse jako Lucy (jeden odcinek)
- 2004: Kochane kłopoty (Gilmore Girls) jako Anna Fairchild (jeden odcinek)
- 2004: CSI: NY jako Tina Paulson (sezon pierwszy odcinek 5 „A Man a Mile”)